# Velabri
 (juillet 2008).
Si vous disposez d'ouvrages ou d'articles de référence ou si vous connaissez des sites web de qualité traitant du thème abordé ici, merci de compléter l'article en donnant les références utiles à sa vérifiabilité et en les liant à la section « Notes et références ».

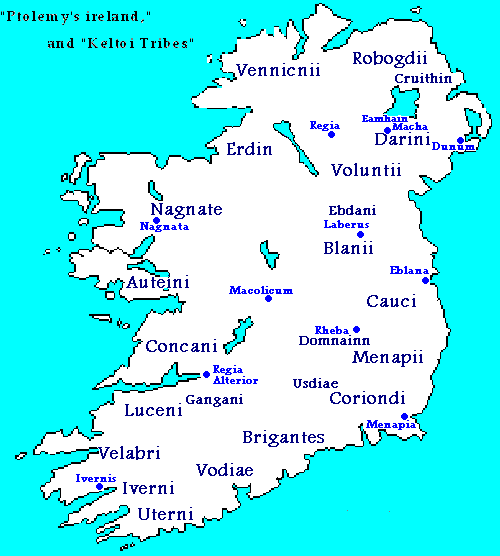
L'Irlande selon Ptolémée et ses tribus celtes

Velabri est le nom d'un peuple pré-celtique ou celte d'Irlande, dans le comté de Kerry.
Cité par Ptolémée sous la forme Vellabori.